# Gastrodia lacista
Gastrodia lacista är en orkidéart som beskrevs av David Lloyd Jones. Gastrodia lacista ingår i släktet Gastrodia och familjen orkidéer. Inga underarter finns listade i Catalogue of Life.